# استان بلگورود

استان بلگورود در نقشهٔ روسیه

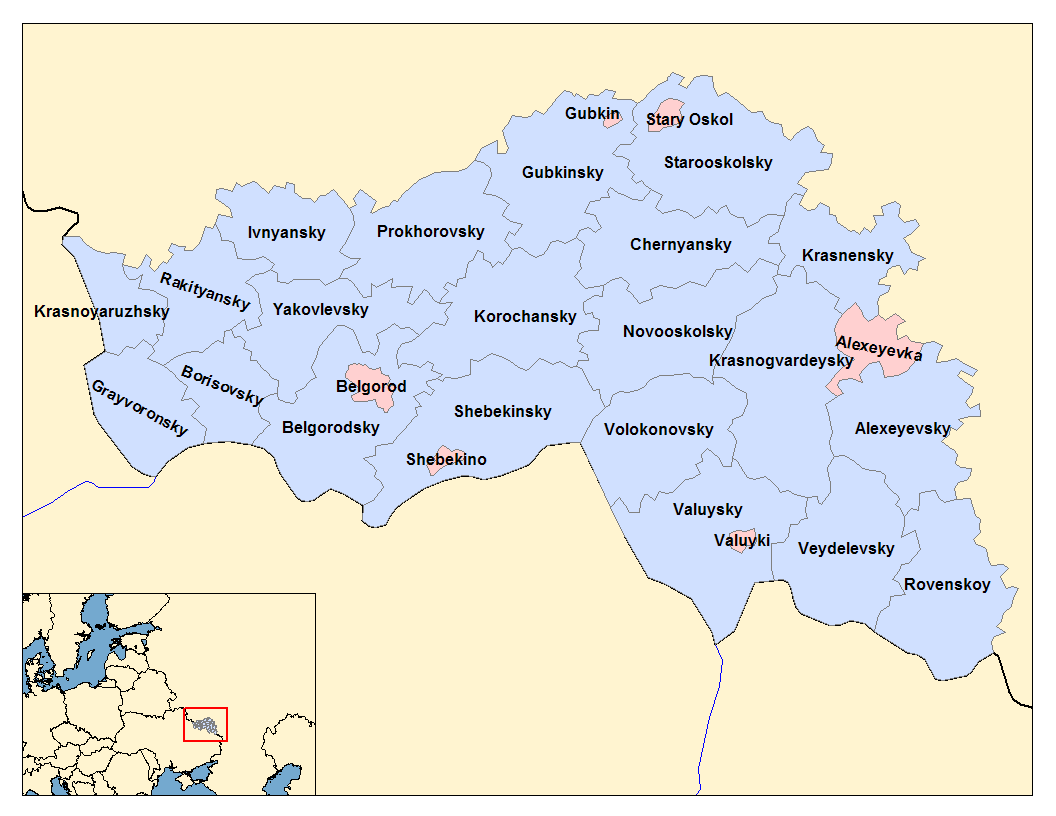

استان بلگورود (به روسی: Белгоро́дская о́бласть) یکی از واحدهای فدرالی روسیه است.
این استان در مرز اوکراین و از نظر جغرافیایی در لبه جنوبی دشت روسیه میانی واقع شده است.
جمعیت آن ۱٬۵۱۱٬۶۲۰ نفر (سرشماری سراسری جمعیت روسیه در سال ۲۰۰۲) و مرکز آن شهر بلگورود است.
صبح اول خرداد ۱۴۰۲ واحدهایی از لژیون روسیه آزاد (روس‌هایی که در جبهه اوکراین می‌جنگند) با استفاده از خودروهای زرهی و تانک وارد منطقه بلگورود روسیه شده و برخی قسمت‌های خاک روسیه را تصرف کردند
از سویی دیگر در استان بلگورود وضع اضطراری اعلامیه شد که دلیل آن وجود سایت ذخیره‌سازی سلاح‌های هسته ای که تنها ۱۷ کیلومتر با مرز اوکراین فاصله دارد بود.